# Platyhypnidium patulifolium
Platyhypnidium patulifolium är en bladmossart som beskrevs av Brotherus 1925. Platyhypnidium patulifolium ingår i släktet Platyhypnidium och familjen Brachytheciaceae. Inga underarter finns listade i Catalogue of Life.